# Sobema
Sobema was een Belgische attractieconstructeur die voornamelijk kermisattracties bouwde. Het hoofdkantoor en de fabriek waren gevestigd in het Henegouwse stadje Zinnik. Het bedrijf ging failliet eind de jaren 1990.

## Types attracties

### Bidule
Een van de meest populaire attracties die Sobema bouwde was de Bidule, een simpele rupsbaan. Ze werden gemaakt in verschillende groottes en maten, met of zonder overkapping. De meeste Bidules werden geproduceerd in de jaren 1970 en 1980. Er reizen momenteel nog talloze Bidules van Sobema rond, voornamelijk in België, Frankrijk, Nederland en Engeland.

### Matterhorn

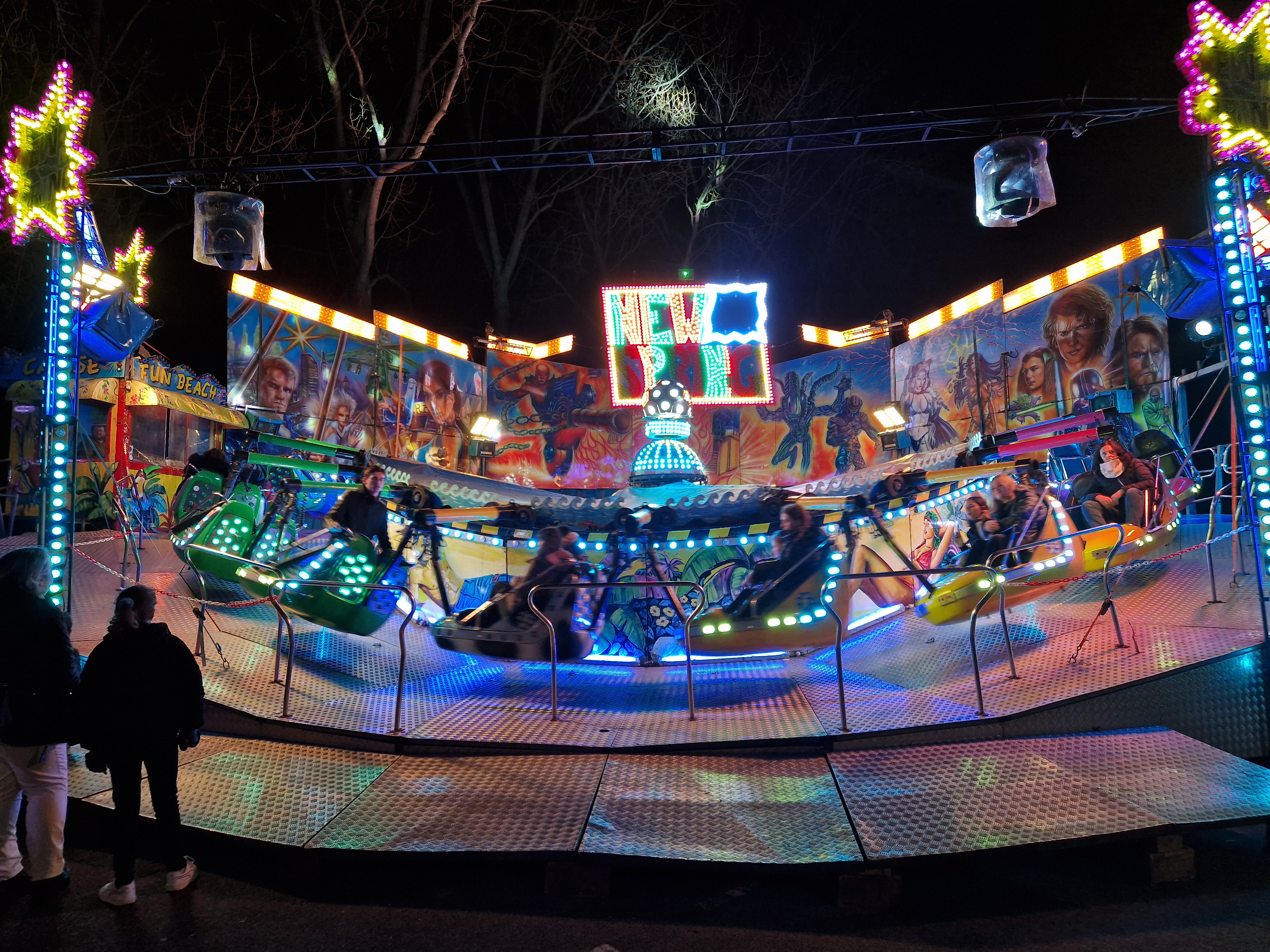
New Spring, een Sobema Matterhorn op de kermis van Duinkerke in december 2023.

Nog een populair product die in veelvoud de fabriek in Zinnik verlaten heeft was de Matterhorn, ook gekend als de Jet Bob, Super Bob, etc... Het concept is gelijkaardig met hetgeen van een Bidule, alleen kunnen de gondels bij deze versie vrij schommelen. De meeste Sobema Matterhorns bestaan uit 20 gondels waarin elk twee personen passen. Tijdens de jaren 1970 en begin jaren 1980, produceerde Sobema gondels in de vorm van een slee. In de jaren 1980 werd een nieuw soort gondel door Sobema ontworpen die er moderner uitziet. Soms werden er ook gondels van andere fabrikanten op Sobema's Matterhorns geplaatst. Er reizen momenteel nog talloze Matterhorns van Sobema rond, voornamelijk in België, Frankrijk, Nederland en Engeland.

### Apollo 2000
Een minder populair product van de Belgische constructeur was de Apollo 2000. Het concept van de attractie komt heel erg goed overeen met hetgeen van de Swing Around van de Duitse fabrikant HUSS. Vergeleken met de Duitse versie was de Belgische versie ietsje robuuster gebouwd en had grotere gondels (bijna identiek aan de gondels die op de Bidules gebruikt werden). Er zijn momenteel geen attracties meer van dit type zichtbaar op de kermissen.

### Break Dance

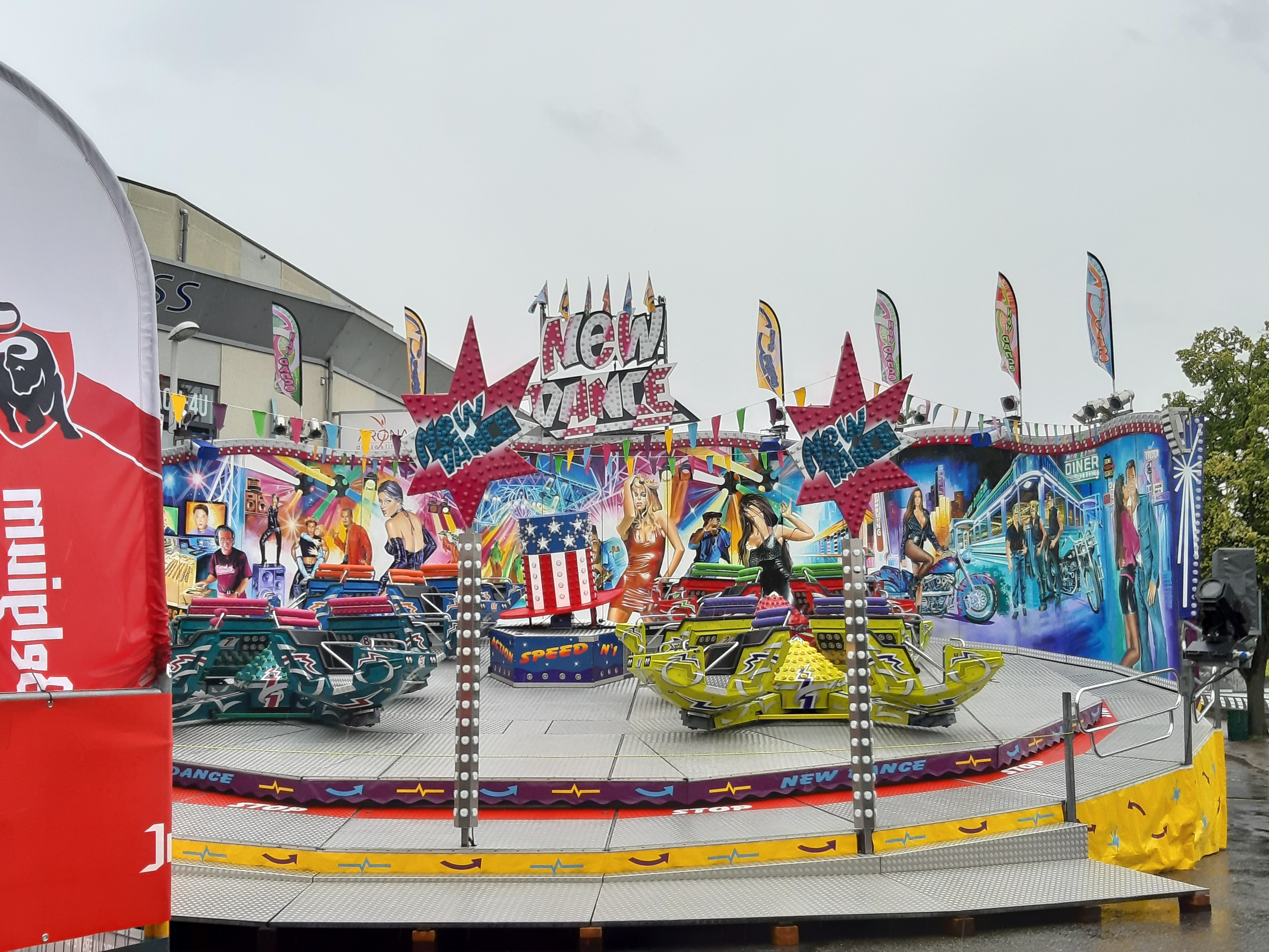
New Dance, een Sobema Break Dance op de kermis van Huy in 2019.

Met de immense populariteit van de Break Dance van HUSS presenteerde Sobema omstreeks 1986 hun eigen versie van de Break Dance. De Belgische variant is een heel stuk lichter dan de Duitse en relatief makkelijker voor opbouw en afbraak. Het uiterlijk van de gondels en de kruizen werd over de jaren heen lichtjes aangepast. In de jaren '90 heeft Sobema ook meerde Break Dances uitgevoerd met omhooggaande kruizen. Sobema heeft tientallen Break Dances gebouwd. Vandaag zijn daarvan nog minstens 11 exemplaren in werking. Twee in België, vier in Frankrijk, één in Groot-Brittannië, één in Spanje en drie in Australië.

### Lambada
In 1989 kwam de eerste Lambada uit de fabriek in Zinnik. Dit type attractie is ook gekend als Tripride, Wip, etc... De versie van Sobema bestaat uit een ronddraaiende bank waarin 18 personen plaats kunnen nemen. Vandaag reizen er nog meerdere Triprides van Sobema rond, voornamelijk in België en Frankrijk.

#### Chippendales/Magic Swing
Sobema heeft in 1996 een unieke variant gemaakt van de Tripride. De bank werd vervangen door 9 gondels waarin elk 2 personen plaats konden nemen. De gondels draaiden elk 180° rond hun eigen as, onder controle van de attractiebediener. De gondels konden bovendien ook lichtjes naar voor kantelen. Hiervan zijn twee exemplaren verkocht geweest, een in België en een in Frankrijk. Ondertussen werden de individuele gondels op beide exemplaren vervangen door een bank zoals bij een normale Tripride.

### Shaker

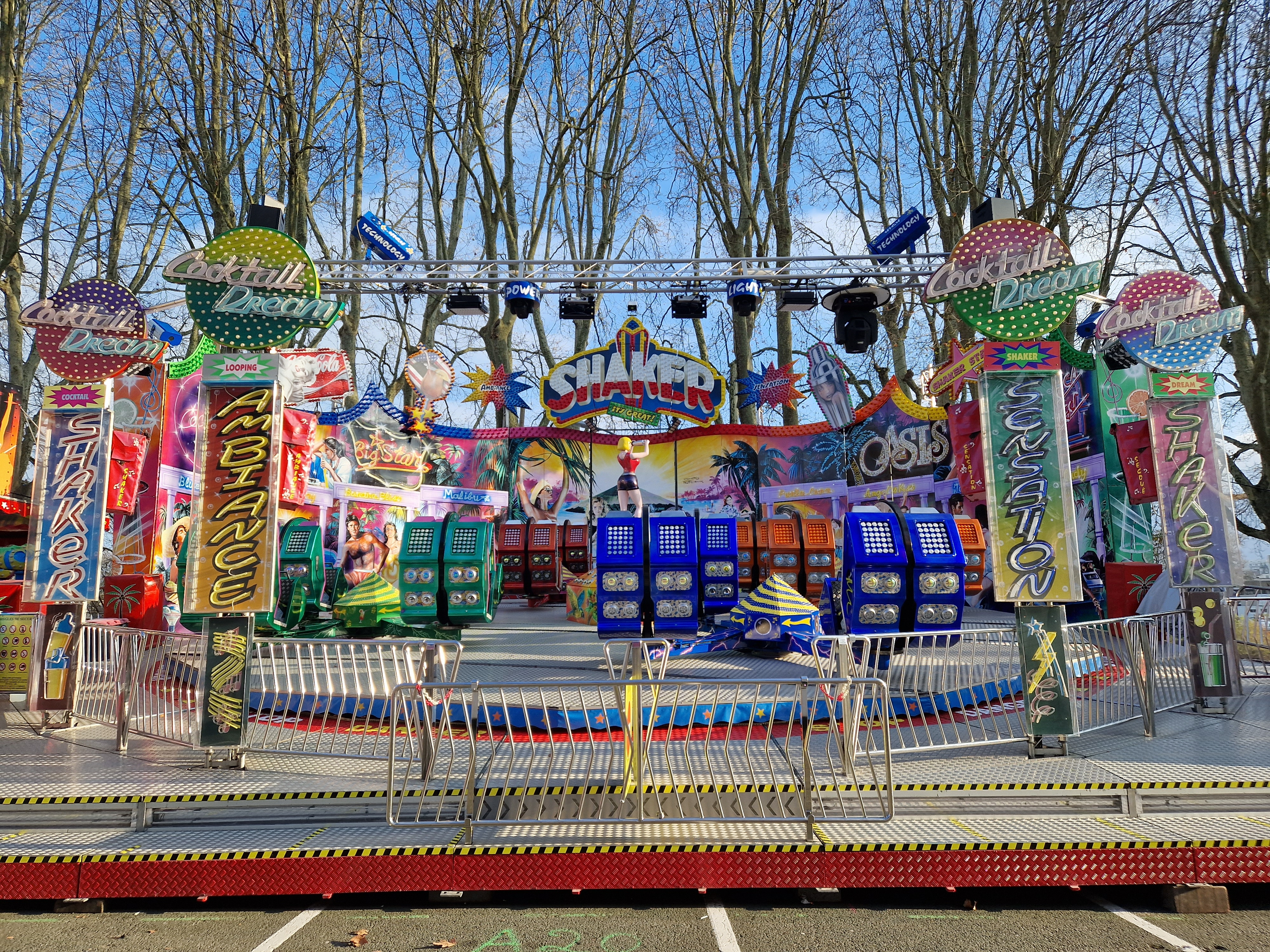
Shaker It's Great, een Sobema Shaker op de kermis van Angers in december 2023.

Als antwoord op de Shake van de Nederlandse bouwer Mondial, kwam Sobema midden de jaren 1990 uit met hun eigen versie: de Shaker. De Belgische variant is een heel stuk kleiner in oppervlak dan de Nederlandse. De gondels bestaan uit een soort van 'ring' die het toelaat om een volledige overslag te maken. Ook is deze variant weer lichter en relatief makkelijker voor transport. Sobema heeft slechts twee Shakers gebouwd. Ze zijn allebei nog in werking, de ene reist rond in Frankrijk en de andere in België.

### Popcorn Party

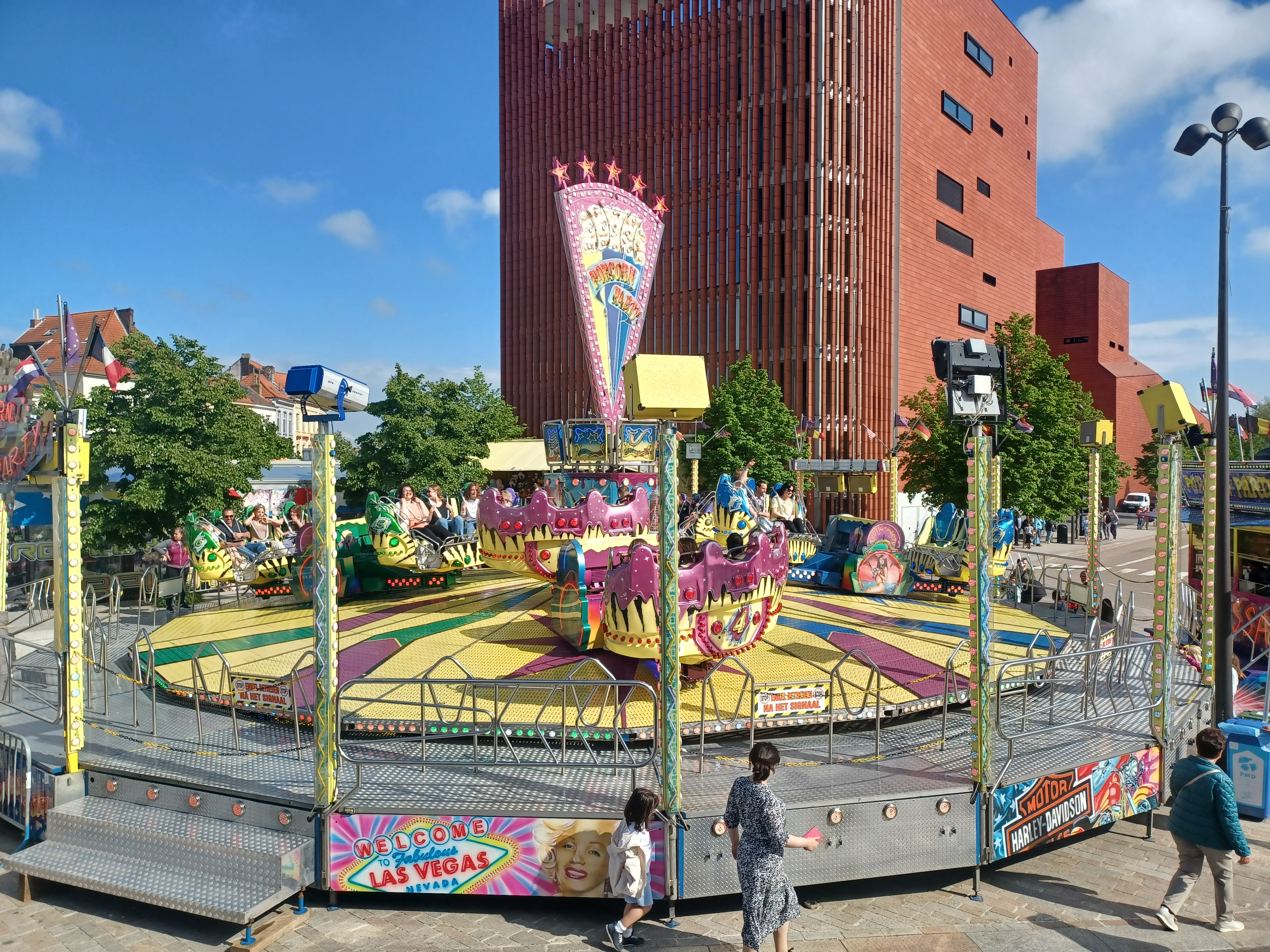
De Popcorn Party op de kermis van Brugge in mei 2022.

In 1995 debuteerde Sobema's Popcorn Party, een attractie vergelijkbaar met een Break Dance 3 van Duitse fabrikant HUSS. De attractie bestaat uit een licht hellende schijf in piramidevorm waarop vier kruizen bevestigd zijn. Elk kruis had origineel drie gondels waarin elk vier personen inpasten. Dat zorgde voor een capaciteit van 48 personen. De armen waarop de gondels gevestigd zijn kunnen ook individueel omhoog kantelen. Ook was er een soort van dakconstructie met lichten over de attractie gevestigd.
Wegens complicaties in de beginjaren werd de attractie volledig herzien omstreeks 1997 door de Nederlandse fabrikant KMG. Er werd gekozen om per kruis één gondel te verwijderen. Ook de dakconstructie werd achterwege gelaten. De Popcorn Party reist nog altijd rond op de Belgische kermissen tot op heden.